# Die Together
A Die Together (magyarul: Együtt meghalni) Amanda Georgiadis Tenfjord görög származású norvég énekesnő dala, mellyel Görögországot képviselte a 2022-es Eurovíziós Dalfesztiválon Torinóban. A dal belső kiválasztás során nyerte el a dalversenyen való indulás jogát.

## Eurovíziós Dalfesztivál
2021. december 9-én a görög közszolgálati televízió (ERT) bejelentette, hogy az énekesnőt választották, hogy képviselje Görögországot a következő Eurovíziós Dalfesztiválon. Versenydala 2022. március 10-én jelent meg.
Az Eurovíziós Dalfesztiválon a dalt először a május 10-én rendezett első elődöntőben adta elő fellépési sorrend szerint tizenötödikként az Izlandot képviselő Systur Með hækkandi sól című dala után és a Norvégiát képviselő Subwoolfer Give That Wolf a Banana című dala előtt. Az elődöntőből harmadik helyezettként sikeresen továbbjutott a május 14-i döntőbe, ahol fellépési sorrendben tizenhetedikként lépett fel, a Belgiumot képviselő Jérémie Makiese Miss You című dala után és az Izlandot képviselő Systur Með hækkandi sól című dala előtt. A szavazás során a zsűri szavazáson összesítésben hatodik helyen végzett 158 ponttal (Bulgáriától, Ciprustól, Dániától, Hollandiától, Norvégiától és Svájctól maximális pontot kapott), míg a nézői szavazáson tizenkettedik helyen végezett 57 ponttal (Albániától maximális pontot kapott), így összesítésben 215 ponttal a verseny nyolcadik helyezettjei lett. A döntőben ezzel újra a legjobb tíz között végeztek, sorozatban másodjára sikerült nekik.
A következő görög induló Victor Vernicos What They Say című dala volt a 2023-as Eurovíziós Dalfesztiválon.

## A dal háttere
A dal egy haldokló kapcsolatról szól, amit az énekesnő maga írt szakítása után egy évvel később. A dalban az énekesnő érzi, hogy a kapcsolat hamarosan "meghal", amit párja is hasonlóan érez. Amanda Tenfjord a főpróbákon egy görög mitológia inspirálta ruhát viselt, és felborított székek között adta elő dalát.

## Dalszöveg
But if we die together now

We will always have each other

I won't lose you for another

And if we die together now

I will hold you till forever

If we die together, die together

De ha most együtt meghalunk

Mindig ott leszünk egymásnak

Nem veszítelek el másért

És ha most együtt meghalunk

Örökké ölelni foglak

Ha együtt meghalunk, együtt meghalunk